# Gare de Gunsbach – Griesbach
Gare de Gunsbach – Griesbach – przystanek kolejowy w miejscowości Gunsbach, w departamencie Górny Ren, w regionie Grand Est, we Francji. Jest zarządzany przez SNCF i obsługiwany przez pociągi TER Grand Est.

## Położenie
Znajduje się na linii Colmar – Metzeral, na km 15,532 między stacjami Wihr-au-Val –  Soultzbach-les-Bains i Munster-Badischhof, na wysokości 345 m n.p.m.

## Linie kolejowe
- Linia Colmar – Metzeral